# Apófisis mamilar
La apófisis mamilar, también conocida como tubérculo mamilar, es una estructura ósea presente en las vértebras lumbares.
De forma convexa, se origina en la apófisis articular superior.
Inserto en la apófisis mamilar se halla el músculo multífido, que ayuda a estabilizar las articulaciones vertebrales. Se extiende desde el hueso sacro, y dota a cada vértebra la regulación de su posición.